# Cadre-45/2-Weltmeisterschaft 1920
Die Cadre-45/2-Weltmeisterschaft 1920 war die 13. Weltmeisterschaft, die bis 1947 im Cadre 45/2 und ab 1948 im Cadre 47/2 ausgetragen wurde. Das Turnier fand vom 7.–11. April 1920 in Paris in Frankreich statt.

## Geschichte
Der erstmals an einer Weltmeisterschaft teilnehmende Franzose Edouard Roudil gewann auch gleich seinen ersten Amateur-Weltmeistertitel. Roudil gewann alle seine Partien und verwies den Niederländer Arie Bos auf Platz zwei. Dritter wurde der Titelverteidiger Charles Faroux.

## Turniermodus
Das ganze Turnier wurde im Round-Robin-System bis 500 Punkte gespielt. Bei MP-Gleichstand wird in folgender Reihenfolge gewertet:
1. MP = Matchpunkte
2. GD = Generaldurchschnitt
3. HS = Höchstserie

## Abschlusstabelle
| MP    | Match Points (Sieger = 2; Unentschieden = 1; Verlierer = 0) |
| Pkte. | Erzielte Karambolagen                                       |
| Aufn. | Benötigte Versuche                                          |
| GD    | Generaldurchschnitt                                         |
| BED   | Bester Einzeldurchschnitt eines Spielers                    |
| HS    | Höchstserie                                                 |
|       | Bester GD des Turniers                                      |
|       | Bester ED des Turniers                                      |
|       | Beste HS des Turniers                                       |
|       | 1. Platz (Gold)                                             |
|       | 2. Platz (Silber)                                           |
|       | 3. Platz (Bronze)                                           |

| Platz                      | Name               | MP   | Pkte | Aufn. | GD    | BED   | HS  |
| -------------------------- | ------------------ | ---- | ---- | ----- | ----- | ----- | --- |
| 1                          | Edouard Roudil     | 10:0 | 2500 | 107   | 23,36 | 35,71 | 114 |
| 2                          | Arie Bos           | 8:2  | 2487 | 111   | 22,40 | 29,41 | 142 |
| 3                          | Charles Faroux     | 6:4  | 2143 | 130   | 16,48 | 23,80 | 99  |
| 4                          | Jean de Gasparin   | 4:6  | 2121 | 130   | 16,31 | 19,23 | 117 |
| 5                          | Charles Darantière | 2:8  | 1828 | 119   | 15,36 | 17,85 | 126 |
| 6                          | Joseph Baudart     | 0:10 | 1658 | 133   | 12,46 | –     | 129 |
| Turnierdurchschnitt: 17,44 |                    |      |      |       |       |       |     |